# Pjesma Eurovizije 1974.
Eurovizija 1974. je bila 19. Eurovizija. Održana je u ljetovalištu Brighton na južnoj obali Ujedinjenog Kraljevstva. BBC je pristao organizirati natjecanje nakon druge uzastopne pobjede Luksemburga, jer Luksemburg više financijski nije mogao. Pretpregled programa, Auftakt für Brighton bio je kreiran od strane njemačke nacionalne televizije ARD u veljači, a voditeljica je novinarka Karin Tietze-Ludwig. Pobijedila je švedska grupa ABBA.
ABBA je pjevala pjesmu "Waterloo", a grupa je postala jedna od najpopularnijih grupa svih vremena. Uz pobjednicu 1988. Celine Dion, ABBA je uspjela postići međunarodni Superstar status.

## Rezultati
| Broj | Zemlja                 | Jezik               | Pjevač             | Pjesma                                                            | Pozicija | Bodovi |
| ---- | ---------------------- | ------------------- | ------------------ | ----------------------------------------------------------------- | -------- | ------ |
| 01   | Finska                 | engleski            | Carita Holmström   | "Keep Me Warm"                                                    | 13       | 4      |
| 02   | Ujedinjeno Kraljevstvo | engleski            | Olivia Newton-John | "Long Live Love"                                                  | 4        | 14     |
| 03   | Španjolska             | španjolski          | Peret              | "Canta y sé feliz"                                                | 9        | 10     |
| 04   | Norveška               | engleski            | Anne Karine Strøm  | "The First Day of Love"                                           | 14       | 3      |
| 05   | Grčka                  | grčki               | Marinella          | "Krasi, Thalasa Ke T' Agori Mu" (Κρασί, θάλασσα και τ' αγόρι μου) | 11       | 7      |
| 06   | Izrael                 | hebrejski           | Kaveret            | "Natati La Khayay"                                                | 7        | 11     |
| 07   | Jugoslavija            | srpski              | Korni grupa        | "Moja generacija"                                                 | 12       | 6      |
| 08   | Švedska                | engleski            | ABBA               | "Waterloo"                                                        | 1        | 24     |
| 09   | Luksemburg             | engleski, francuski | Ireen Sheer        | "Bye Bye I Love You"                                              | 4        | 14     |
| 10   | Monako                 | francuski           | Romuald            | "Celui qui reste et celui qui s'en va"                            | 4        | 14     |
| 11   | Belgija                | francuski           | Jacques Hustin     | "Fleur de liberté"                                                | 9        | 10     |
| 12   | Nizozemska             | engleski            | Mouth and MacNeal  | "I See A Star"                                                    | 3        | 15     |
| 13   | Irska                  | engleski            | Tina Reynolds      | "Cross Your Heart"                                                | 7        | 11     |
| 14   | Njemačka               | njemački            | Cindy and Bert     | "Die Sommermelodie"                                               | 14       | 3      |
| 15   | Švicarska              | njemački            | Piera Martell      | "Mein Ruf nach dir"                                               | 14       | 3      |
| 16   | Portugal               | portugalski         | Paulo de Carvalho  | "E depois do adeus"                                               | 14       | 3      |
| 17   | Italija                | talijanski          | Gigliola Cinquetti | "Sì"                                                              | 2        | 18     |

| Pjesma Eurovizije | Pjesma Eurovizije |
| --- | ----------------- |
| |                   |
| 01956. • 1957. • 1958. • 1959. • 1960. 1961. • 1962. • 1963. • 1964. • 1965. • 1966. • 1967. • 1968. • 1969. • 1970. 1971. • 1972. • 1973. • 1974. • 1975. • 1976. • 1977. • 1978. • 1979. • 1980. 1981. • 1982. • 1983. • 1984. • 1985. • 1986. • 1987. • 1988. • 1989. • 1990. 1991. • 1992. • 1993. • 1994. • 1995. • 1996. • 1997. • 1998. • 1999. • 2000. 2001. • 2002. • 2003. • 2004. • 2005. • 2006. • 2007. • 2008. • 2009. • 2010. 2011. • 2012. • 2013. • 2014. • 2015. • 2016. • 2017. • 2018. • 2019. • 2020. 2021. • 2022. • 2023. • 2024. • 2025. |                   |

| Pjesma Eurovizije | Pjesma Eurovizije |
| --- | ----------------- |
| |                   |
| 01956. • 1957. • 1958. • 1959. • 1960. 1961. • 1962. • 1963. • 1964. • 1965. • 1966. • 1967. • 1968. • 1969. • 1970. 1971. • 1972. • 1973. • 1974. • 1975. • 1976. • 1977. • 1978. • 1979. • 1980. 1981. • 1982. • 1983. • 1984. • 1985. • 1986. • 1987. • 1988. • 1989. • 1990. 1991. • 1992. • 1993. • 1994. • 1995. • 1996. • 1997. • 1998. • 1999. • 2000. 2001. • 2002. • 2003. • 2004. • 2005. • 2006. • 2007. • 2008. • 2009. • 2010. 2011. • 2012. • 2013. • 2014. • 2015. • 2016. • 2017. • 2018. • 2019. • 2020. 2021. • 2022. • 2023. • 2024. • 2025. |                   |